# Hearst, Haggin, Tevis
La Hearst, Haggin, Tevis and Co. fu una delle più importanti società minerarie del XIX secolo.

## Storia
Fu fondata dal famoso cercatore d'oro George Hearst in società con Lloyd Tevis, James Ben Ali Haggin e in seguito Marcus Daly. Grazie al fiuto di Hearst e alle sapienti capacità gestionali degli altri soci divenne nel giro di pochi anni la più importante impresa mineraria privata del mondo, questa rapidissima espansione fu dovuta alla ricchezza dei suoi giacimenti (in particolare la miniera Anaconda, talmente ricca di rame che valse a Daly il soprannome di Re del rame).
La società riuscì a vivere fin quando durò l'affiatamento tra i soci. Nel 1897, pochi anni dopo la morte del fondatore George Hearst, il figlio William, per nulla interessato all'attività mineraria e troppo impegnato a gestire l'impero mediatico da lui stesso costruito, vendette la sua quota ad un gruppo di investitori inglesi. Nel 1899 anche Tevis, Haggin e Daly vendettero le loro quote al Re del petrolio, il multimiliardario John Davison Rockefeller, che in seguito assorbì le quote mancanti e trasferì le attività minerarie nel suo gruppo industriale ponendo fine all'esistenza della compagnia.

## Proprietà
- Comstock Lode in Nevada
- La miniera di Ophir sempre in Nevada
- La miniera di argento Ontario in Utah
- La miniera d'oro di Homestake in Dakota del Sud
- La miniera di rame dell'Anaconda nel Montana.